# لیلا آسونسائو

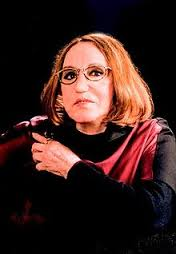
لیلا آسونسائو

لیلا آسونسائو یا لیلا آسومپچائو (متولد ماریا د لورد تورس د آسونسائو)، نمایشنامه‌نویس، بازیگر و نویسنده برزیلی است.
او در ۱۸ ژوئن ۱۹۴۳ در بوتوکاتو، سائوپائولو، برزیل به دنیا آمد. او در سال ۱۹۶۴ با مدرک زبان انگلیسی از دانشگاه سائوپائولو فارغ‌التحصیل شد و همچنین دوره‌های اضافی را در زمینه تئاتر و نقد ادبی در برزیل و انگلیس گذراند. اگرچه او به‌عنوان نمایشنامه‌نویس شناخته می‌شود، اما کار خود را به عنوان بازیگر و مدل آغاز کرد.